# Ga Thịnh Châu
Ga Thịnh Châu là một nhà ga xe lửa tại phường Châu Sơn, thành phố Phủ Lý, tỉnh Hà Nam.